# Le Feu sur la glace 2 : En route vers la gloire
Série
Le Feu sur la glace
(1992) La Passion de la glace
(2008)
Pour plus de détails, voir Fiche technique et Distribution.
Le Feu sur la glace 2 : En route vers la gloire (The Cutting Edge: Going for the Gold) est un téléfilm américain réalisé par Sean McNamara et diffusé le 12 mars 2006 sur ABC Family.

## Synopsis
Jackie Dorsey, la fille de deux champions olympiques de patinage artistique, nourrit depuis toujours l'ambition de briller à son tour sur la glace. Après s'être blessée, la jeune femme est envoyée par ses parents en vacances à Los Angeles pour se reposer. Sur place, elle rencontre Alex Harrison, un surfeur. En dépit du manque d'expérience de ce dernier, elle décide de faire équipe avec lui pour les prochains Jeux olympiques...

## Fiche technique
- Titre : Le Feu sur la glace 2 : En route vers la gloire
- Titre original : The Cutting Edge: Going for the Gold
- Réalisation : Sean McNamara
- Scénario : Dan Berendsen (en) et Tony Gilroy
- Société de production : Brookwell-McNamara Entertainment
- Pays d'origine :  États-Unis
- Genre : comédie dramatique
- Durée : 98 minutes

## Distribution
- Christy Carlson Romano : Jackie Dorsey
- Ross Thomas : Alex Harrison
- Scott Thompson Baker : Doug Dorsey
- Kim Kindrick : Heidi Clements
- Stepfanie Kramer : Kate Mosley-Dorsey
- Erik Audé (en) : Pool Waiter

## Accueil
Le téléfilm a été vu par environ 3,4 millions de téléspectateurs lors de sa première diffusion.